# Chmeľová
Chmeľová, dříve (do roku 1948) Komloša (maďarsky Komlóspatak) je obec na Slovensku v okrese Bardejov, která se do roku 1948 jmenovala Komloša. Žije zde 369 obyvatel.

## Historie
První písemná zmínka o obci pochází z listiny uherského krále Zikmunda z roku 1414. V letech 1833–1834 zde působil jako farář rusínský národní buditel Alexander Duchnovič. V roce 1948 byla obec přejmenovaná na Chmeľová.

## Pamětihodnosti
- Dominantu obce tvoří řeckokatolický chrám Zesnutí přesvaté Bohorodičky z roku 1827, který je národní kulturní památkou Slovenské republiky.
- Vojenský hřbitov z 1. světové války.[5][6][7]
- Pomník osvobození obce v roce 1945 se jmény padlých občanů.

## Galerie

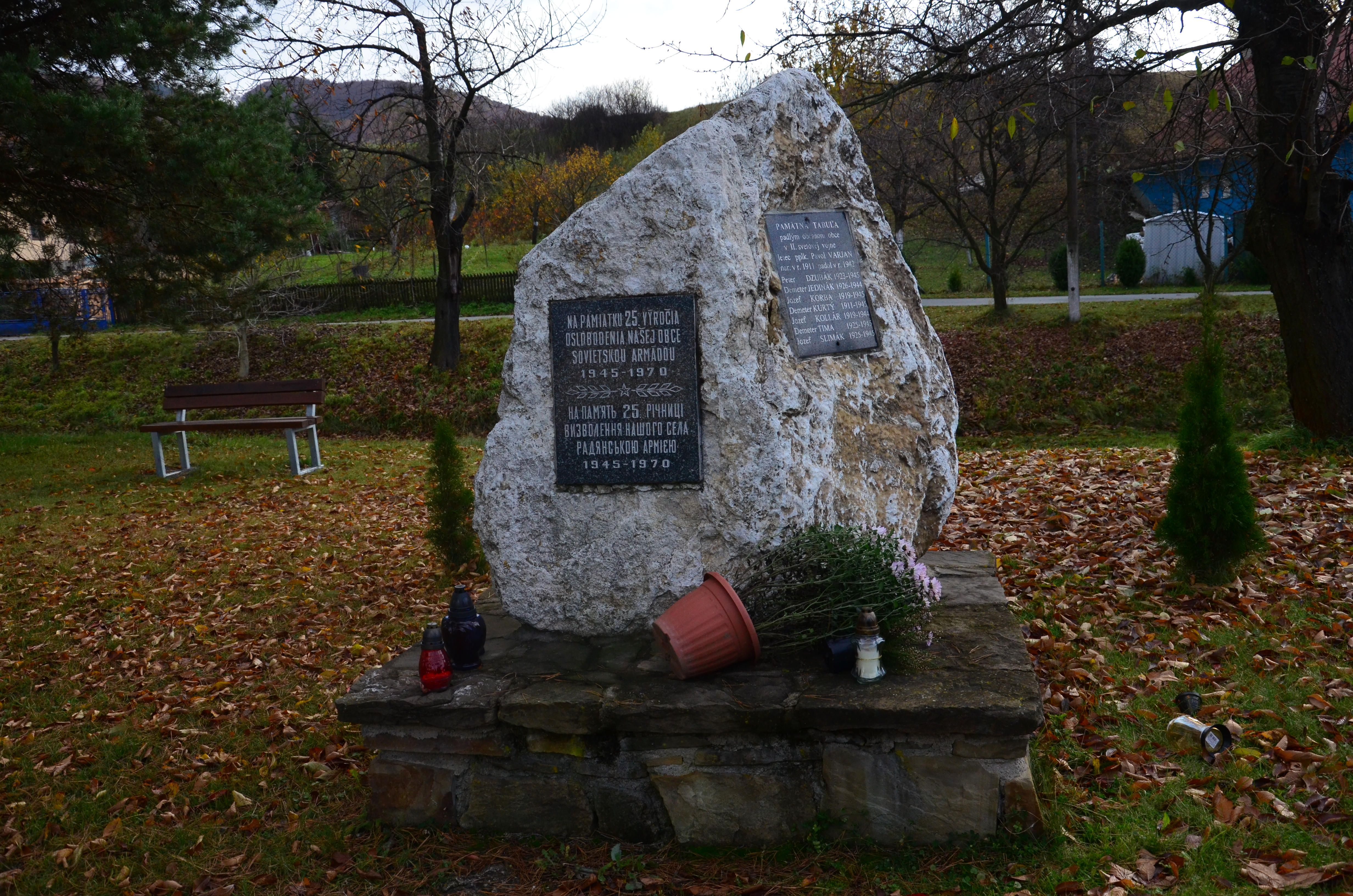
Pomník osvobození obce v roce 1945 se jmény padlých občanů